# 1. odred za specialni namen »Vitez«
1. odred za specialni namen »Vitez« (izvirno rusko 1-й Краснознаменный отряд специального назначения Витязь; splošno samo Vitez) je specialna enota Notranje vojske Ministrstva za notranje zadeve Ruske federacije, ki je bil usposobljen za protiteroristično bojevanje in za zatiranje oboroženih uporov v zaporih ali vojaških enotah. Okoli 75 pripadnikov odreda je bilo odlikovanih z redom heroja Ruske federacije.

## Zgodovina
1. septembra 2008 sta bili odreda Vitez in Rus razpuščena in združena v 604. center za specialni namen.